# Comissari Europeu d'Agricultura i Desenvolupament Rural
El comissari Europeu d'Agricultura i Desenvolupament Rural és un membre de la Comissió Europea encarregat de la Política Agrària Comuna (PAC) de la Unió Europea (UE), que representa el 44% del pressupost de la UE.
L'actual comissari responsable d'aquesta àrea és el polonès Janusz Wojciechowsky.

## Orígens
Aquesta cartera fou creada en la formació de la Comissió Hallstein I l'any 1958 amb el nom de Comissari Europeu d'Agricultura, estant present sempre en totes les comissions. En la formació de la Comissió Jenkins l'any 1977 s'inclogué en aquesta cartera les competències en Assumptes Pesquers, unes competències que al llarg dels anys ha format part d'aquesta àrea de forma discontínua.

## Llista de Comissaris d'Agricultura i Desenvolupament Rural
| Comissió                                                | Inici                           | Finalització                    | Nom                             | País                            | Partit                          |
| Comissari Europeu d'Agricultura                         | Comissari Europeu d'Agricultura | Comissari Europeu d'Agricultura | Comissari Europeu d'Agricultura | Comissari Europeu d'Agricultura | Comissari Europeu d'Agricultura |
| Hallstein I                                             |                                 |                                 |                                 |                                 |                                 |
| ------------------------------------------------------- | ------------------------------- | ------------------------------- | ------------------------------- | ------------------------------- | ------------------------------- |
| Hallstein I                                             | 7 de gener de 1958              | 9 de gener de 1962              | Sicco L. Mansholt               | Països Baixos                   | PvdA                            |
| Hallstein II                                            |                                 |                                 |                                 |                                 |                                 |
| 10 de gener de 1962                                     | 30 de juny de 1967              | Sicco L. Mansholt               | Països Baixos                   | PvdA                            |                                 |
| Rey                                                     |                                 |                                 |                                 |                                 |                                 |
| 2 de juliol de 1967                                     | 30 de juny de 1970              | Sicco L. Mansholt               | Països Baixos                   | PvdA                            |                                 |
| Malfatti                                                |                                 |                                 |                                 |                                 |                                 |
| 1 de juliol de 1970                                     | 21 de març de 1972              | Sicco L. Mansholt               | Països Baixos                   | PvdA                            |                                 |
| Mansholt                                                |                                 |                                 |                                 |                                 |                                 |
| 22 de març de 1972                                      | 5 de gener de 1973              | Carlo Scarascia-Mugnozza        | Itàlia                          | ind.                            |                                 |
| Ortoli                                                  |                                 |                                 |                                 |                                 |                                 |
| 6 de gener de 1973                                      | 5 de gener de 1977              | Pierre Lardinois                | Països Baixos                   | KVP                             |                                 |
| Comissari Europeu d'Agricultura i Assumptes Pesquers    |                                 |                                 |                                 |                                 |                                 |
| Jenkins                                                 |                                 |                                 |                                 |                                 |                                 |
| 6 de gener de 1977                                      | 5 de gener de 1981              | Finn Olav Gundelach             | Dinamarca                       | ind.                            |                                 |
| Thorn                                                   |                                 |                                 |                                 |                                 |                                 |
| 6 de gener de 1981                                      | 13 de gener de 1981             | Finn Olav Gundelach             | Dinamarca                       | ind.                            |                                 |
| gener de 1981                                           | 5 de gener de 1985              | Poul Dalsager                   | Dinamarca                       | ind.                            |                                 |
| Delors I                                                |                                 |                                 |                                 |                                 |                                 |
| 6 de gener de 1985                                      | 5 de gener de 1989              | Frans Andriessen                | Països Baixos                   | CDA                             |                                 |
| Comissari Europeu d'Agricultura i Desenvolupament Rural |                                 |                                 |                                 |                                 |                                 |
| Delors II                                               |                                 |                                 |                                 |                                 |                                 |
| 6 de gener de 1989                                      | 5 de gener de 1993              | Ray MacSharry                   | Irlanda                         | FF                              |                                 |
| Delors III                                              |                                 |                                 |                                 |                                 |                                 |
| 6 de gener de 1993                                      | 22 de gener de 1995             | René Steichen                   | Luxemburg                       | CSV                             |                                 |
| Santer                                                  |                                 |                                 |                                 |                                 |                                 |
| 23 de gener de 1995                                     | 15 de març de 1999              | Franz Fischler                  | Àustria                         | ÖVP                             |                                 |
| Marín                                                   |                                 |                                 |                                 |                                 |                                 |
| 16 de març de 1999                                      | 15 de setembre de 1999          | Franz Fischler                  | Àustria                         | ÖVP                             |                                 |
| Comissari Europeu d'Agricultura i Assumptes Pesquers    |                                 |                                 |                                 |                                 |                                 |
| Prodi                                                   |                                 |                                 |                                 |                                 |                                 |
| 16 de setembre de 1999                                  | 21 de novembre de 2004          | Franz Fischler                  | Àustria                         | ÖVP                             |                                 |
| 1 de maig de 2004                                       | 21 de novembre de 2004          | Sandra Kalniete                 | Letònia                         | ind.                            |                                 |
| Comissari Europeu d'Agricultura i Desenvolupament Rural |                                 |                                 |                                 |                                 |                                 |
| Barroso I                                               |                                 |                                 |                                 |                                 |                                 |
| 22 de novembre de 2004                                  | 9 de febrer de 2010             | Mariann Fischer Boel            | Dinamarca                       | Venstre                         |                                 |
| Barroso II                                              |                                 |                                 |                                 |                                 |                                 |
| 9 de febrer de 2010                                     | actualitat                      | Dacian Cioloş                   | Romania                         | ind.                            |                                 |